# Boadilla Centro
Boadilla Centro è una stazione della linea ML3 della rete tranviaria di Madrid.
Si trova presso la carretera de Majadahonda, vicino all'incrocio con Calle Alberca e Calle de José Antonioil, vicino al centro del comune di Boadilla del Monte.

## Storia
È stata inaugurata il 27 luglio 2007 insieme alle altre stazioni della linea.